# 贝特兰维尔 (默兹省)
贝特兰维尔（法語：Béthelainville，法語發音：[betlɛ̃vil]）是法国默兹省的一个市镇，属于凡尔登区。

## 地理
贝特兰维尔（49°10'0"N, 5°14'5"E）面积11.94 平方千米，位于法国大東部大區默兹省，该省份为法国西北部内陆省份，北与比利时接壤，西接马恩省和阿登省，南至上马恩省和孚日省，东临默尔特-摩泽尔省。
与贝特兰维尔接壤的市镇（或旧市镇、城区）包括：阿戈讷地区栋巴勒、弗罗姆雷维尔-莱瓦隆、蒙采维尔、雷西库尔、锡夫里拉佩尔什。

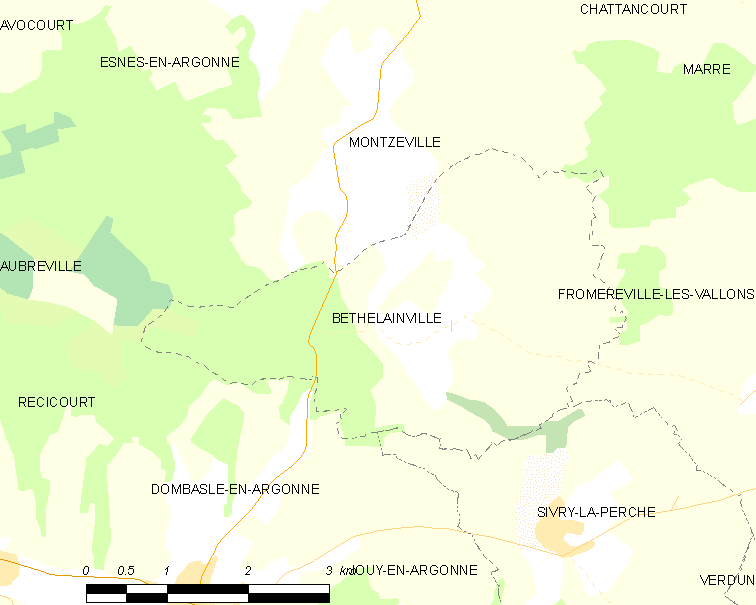
的OSM定位图

贝特兰维尔的时区为UTC+01:00、UTC+02:00（夏令时）。

## 行政
贝特兰维尔的邮政编码为55100，INSEE市镇编码为55047。

## 政治
贝特兰维尔所属的省级选区为阿戈讷地区克莱蒙县。

## 人口

1962-2008年间人口变化图示

贝特兰维尔于2022年1月1日时的人口数量为156人。